# آيت الرايس (أدويران)
آيت الرايس هي إحدى مشيخات المملكة المغربية، تتبع جغرافيا لإقليم شيشاوة وإداريًا لأدويران. يقدر عدد سكانها بـ 5225 نسمة حسب الإحصاء الرسمي للسكان والسكنى لسنة 2004.